# Горња Врућица (Трпањ)
Горња Врућица је насељено место у саставу општине Трпањ, Дубровачко-неретванска жупанија, Република Хрватска.

## Географски положај
Горња Врућица са бројним засеоцима смештена је у котлини и на падинама брда у унутрашњости полуострва Пељешца, у далматинском кршу испреплетеном виноградима, маслињацима, медитеранским растињем.

## Историја
До територијалне реорганизације у Хрватској налазила се у саставу старе општине Дубровник.

## Становништво
На попису становништва 2011. године, Горња Врућица је имала 46 становника.
| Број становника по пописима | Број становника по пописима | Број становника по пописима | Број становника по пописима | Број становника по пописима | Број становника по пописима | Број становника по пописима | Број становника по пописима | Број становника по пописима | Број становника по пописима | Број становника по пописима | Број становника по пописима | Број становника по пописима | Број становника по пописима | Број становника по пописима | Број становника по пописима |
| --------------------------- | --------------------------- | --------------------------- | --------------------------- | --------------------------- | --------------------------- | --------------------------- | --------------------------- | --------------------------- | --------------------------- | --------------------------- | --------------------------- | --------------------------- | --------------------------- | --------------------------- | --------------------------- |
| 1857                        | 1869                        | 1880                        | 1890                        | 1900                        | 1910                        | 1921                        | 1931                        | 1948                        | 1953                        | 1961                        | 1971                        | 1981                        | 1991                        | 2001                        | 2011                        |
| 243                         | 226                         | 222                         | 231                         | 192                         | 205                         | 240                         | 241                         | 193                         | 191                         | 206                         | 182                         | 135                         | 79                          | 62                          | 46                          |

### Попис1991.
На попису становништва 1991. године, насељено место Горња Врућица је имало 79 становника, следећег националног састава:
| Попис 1991.‍  | Попис 1991.‍  | Попис 1991.‍ | Попис 1991.‍ | Попис 1991.‍ |
| ------------ | ------------ | ----------- | ----------- | ----------- |
|              |              |             |             |             |
| Хрвати       | Хрвати       |             | 76          | 96,20%      |
| Срби         | Срби         |             | 1           | 1,26%       |
| неопредељени | неопредељени |             | 2           | 2,53%       |
| укупно: 79   |              |             |             |             |

## Археолошко налазиште
На локалитету код Горње Врућице, у децембру 2009. вршена су археолошка истраживања хумке која је крила праисторијску илирску гробницу. Хумка је смештена на северозападним падинама брда Пашкала, око 3 км југозападно од Трпња.
Хумка је подигнута изнад гроба. Гроб је облика каменог ссандука положеног у смеру сееверозапад-југоисток. У гробу је пронађен људски костур непознате особе сахрањене у згрченом положају, на левом боку. Дно гроба је поплочано мањим, танким каменим плочама.
Гробни простор и руб хумке је означен каменим прстеном кружног облика. Хумка је подигнута на стрмој падини, па је пре насипања земље и камена подигнут зид од камења без употребе малтера.
Од других налаза најбројнији су комадижћи керамике, који су датитани у рано и средње бронзано доба.

## Галерија
- Улица у Горњој Врућици
- црква св. Јуре
- Партизански споменик крај цркве св. Јуре
- Римокатоличко гробље у Горњој ВруЋици
- Панорама Горње Врућице